# Tawaia
Tawaia, monotipski biljni rod iz porodice kozlačevki dio tribusa Schismatoglottideae, potporodica Aroideae.
Jedina vrsta je T. sabahensis, endem sa Bornea, u malezijskoj državi Sabah)

## Sinonimi
- Aridarum sabahense S.Y.Wong, S.L.Low & P.C.Boyce; Aroideana 37E(2): 43 (2014)

## Vanjske poveznice
|  | Zajednički poslužitelj ima još gradiva o temi Tawaia sabahensis |
|  | Wikivrste imaju podatke o taksonu Tawaia                        |